# Sân bay quốc tế Southwest Florida
Sân bay quốc tế Southwest Florida International Airport (mã sân bay IATA: RSW, mã sân bay ICAO: KRSW, mã sân bay FAA LID: RSW) là một sân bay quốc tế thuộc sở hữu của quận nằm trong khu vực Đông Nam Fort Myers quận Lee, tiểu bang Florida, Hoa Kỳ. Thị trường dịch vụ của sân bay là vùng Tây Nam Florida, đặc biệt là Cape Coral, Fort Myers, Sanibel Island, Marco Island, Captiva Island, Bonita Springs và Napoli.
Tên gọi ban đầu của sân bay được chỉ định cho "Regional South-West" (khu vực Tây-Nam) (đối với sân bay khu vực Tây Nam Florida). Trong năm 1993, Cảng vụ quận Lee đổi tên thành sân bay là sân bay quốc tế Southwest Florida.
Trong năm 2010, hành khách, sân bay này đã phục vụ 7.514.316 lượt khách. Sân bay này là một trong các sân bay sử dụng đường băng duy nhất bận rộn nhất tại Hoa Kỳ.